# Абрамова, Людмила Владимировна
Людми́ла Влади́мировна Абра́мова (16 августа 1939, Москва — 17 февраля 2023, Москва) — советская актриса и сценаристка. Жена Владимира Высоцкого с 1965 по 1970 год, мать актёров Аркадия Высоцкого и Никиты Высоцкого.

## Биография
Родилась в Москве. Отец — Владимир Аркадьевич Абрамов, редактор издательства «Химия», мать — Наталья Николаевна Абрамова (урожд. Щербиновская), получила два высших образования: до войны окончила механико-математический факультет МГУ, а после войны — Военный институт иностранных языков. 
Людмила жила в квартире с родителями, сестрой и бабушкой Любовью Борисовной;  бабушка знала наизусть много стихов, стихи Николая Гумилёва и Анны Ахматовой, с Ахматовой были знакомы брат и сестра её бабушки. Дед Людмилы Владимировны — Николай Сергеевич Щербиновский.
Ещё в годы обучения во ВГИКе, в 1961 году на съёмках картины «713-й просит посадку» познакомилась с Владимиром Высоцким, стала его женой и матерью его сыновей — Аркадия и Никиты.
В 1963 году окончила ВГИК (мастерская М. И. Ромма), с ней на одном курсе учились Андрей Смирнов и Андрей Кончаловский.
В 1960-е — 1970-е годы снималась в художественных фильмах.
Соавтор сценария фильма «Пока не выпал снег…» (1984), поставленного на Одесской киностудии.
В 1991 году опубликовала книгу воспоминаний о Владимире Высоцком «Факты его биографии».
В 1990-х — 2000-х годах участвовала в документальных картинах.
На пенсии преподавала в одном из столичных лицеев. Работала художественным руководителем Дирекции по созданию музея В. Высоцкого.
В 2012 году в издательстве «Текст» вышел составленный Л. В. Абрамовой посмертный сборник произведений её близкой подруги Дины Калиновской, включивший рассказы и монопьесу из творческого наследия писательницы. Также из хранящегося у Людмилы Абрамовой архива писательницы в московском еврейском культурном центре на Большой Никитской в 2009 году была организована выставка декоративных шкатулок «Писатель Дина Калиновская и её коробки».
Скончалась 17 февраля 2023 года на 84-м году жизни в Москве, похоронена в Долгопрудном на Долгопрудненском кладбище рядом с родителями.

## Семья
- Муж (с 25.07.1965; развод 10.02.1970[8]) — Владимир Высоцкий (1938—1980) — актёр театра и кино, поэт, автор-исполнитель.
  - Сын Аркадий (род. 1962) — актёр, киносценарист.
    - 3 внука: Владимир, Никита, Михаил, 2 внучки: Наталья и Мария.

  - Сын Никита (род. 1964) — актёр, режиссёр, сценарист.
    - 3 внука: Даниил, Семён и Виктор, внучка Нина Высоцкая (род. 2013).
- Муж (с 1971 по 1990-е) — Юрий Петрович Овчаренко (род. 1935) — инженер-механик[9].
  - Дочь — Серафима Юрьевна Овчаренко (род. 1973[10]).

## Фильмография
- 1962 — 713-й просит посадку — Эва Пристли
- 1964 — Застава Ильича — девушка на первомайской демонстрации
- 1966 — Восточный коридор — Лена
- 1969 — Не жить мне без тебя, Юсте
- 1977 — Красный чернозём — эпизод

### Участие в документальных фильмах
- 1989 — Я не люблю…
- 1998 — Чтобы помнили, Фильм 41: Владимир Высоцкий
- 2006 — Как уходили кумиры
- 2006 — Владимир Высоцкий
- 2006 — Людмила Марченко
- 2008 — Владимир Высоцкий. Я приду по ваши души!
- 2010 — Светлана Светличная. Светить всегда
- 2011 — Высоцкий. Последний год

### Сценарист
- 1984 — Пока не выпал снег…